# Austrosignum globifrons
Austrosignum globifrons là một loài chân đều trong họ Paramunnidae. Loài này được Menzies miêu tả khoa học năm 1962.